# Luca Campogrande
Luca Maria Campogrande (Roma, 30 aprile 1996) è un cestista italiano.

## Carriera
Cresce nel settore giovanile della Sam Basket Roma, dove conquista il titolo di campione d'Italia U19 Elite.
L'anno seguente approda nella Fortitudo Bologna esordendo nel campionato di Serie A2. Nel 2017 passa alla Poderosa Montegranaro dove si ritaglia un importante spazio. Nell'estate 2018 firma un contratto triennale con Avellino. 
Ha partecipato a raduni con la nazionale U20.

### Nazionale
Viene convocato ai raduni dell'Italia under 20 nell'aprile e nel luglio 2016, ma non viene poi confermato per gli europei di categoria, svoltisi ad Helsinki nel luglio dello stesso anno. Nel 2020 viene convocato nella nazionale maggiore.

## Palmarès

### Club

#### Competizioni giovanili
- Campionato italiano: 1

Sam Basket Roma U19 Elite: 2014-15

#### Club
- Supercoppa LNP: 1

Fortitudo Bologna: 2016
Campionato LNP:1
Pallacanestro Trieste